# Fedra (Unamuno)
Fedra es una obra de teatro en tres actos de Miguel de Unamuno, escrita en 1910 y estrenada en el Ateneo de Madrid el 25 de marzo de 1918.

## Argumento
Inspirada en el mito griego de Fedra y en la obra homónima de Jean Racine, recrea la historia de la princesa Fedra, que se enamora de su hijastro Hipólito. Frente al rechazo de éste, Fedra opta por acabar con su vida.

## Representaciones destacadas
- Teatro del Ateneo de Madrid, 1918
  - Dirección: Cipriano Rivas Cherif
  - Intérpretes: Anita Martos (Fedra), Encarnación Bofill, Ricardo Vargas, Ricardo Juste.

- Teatro Martín, Madrid, 1924
  - Intérpretes: Carmencita Muñoz (Fedra), Miguel Muñoz.

- Teatro Bellas Artes, Madrid, 1957
  - Dirección: Miguel Narros.
  - Intérpretes: Margarita Lozano (Fedra), Miguel Narros, Vicente Soler, Jesús Puente, Carmen López Lagar y Carmina Santos.

- Patio de los Reyes, Monasterio de San Lorenzo de El Escorial, 1968.
  - Dirección: Jaime Pellicer.
  - Intérpretes: Ana Mariscal, Manuel Dicenta, Manuel Toscano, José Luis Barceló.

- Teatro de la Comedia, Madrid, 1973
  - Dirección: Ángel García Moreno.
  - Intérpretes: Marisa de Leza (Fedra), Luis Prendes, Maruchi Fresno, Pedro Civera, Ana Frau.

- Televisión, Estudio 1, TVE, 23 de enero de 1981.
  - Intérpretes: Mónica Randall (Fedra), Pedro Mari Sánchez, Francisco Piquer, Vicky Peña, Conchita Bardem, Manuel de Blas, Juan Borrás.

- Teatro Conde Duque, Madrid, 1990
  - Dirección: Javier Lefleur.
  - Intérpretes: Marisa de Leza (Fedra), Queta Claver, Javier Fuentes, Paloma Paso Jardiel, Manuel Andrés.

- Teatro Caja Duero, Salamanca, 1998
  - Dirección: Ángel González Quesada.
  - Intérpretes: Carmen Barba, Ramón Pascual, Ángel González, Adelia Gil, César Santos, Marta Benito.

- Sala Olimpia, Madrid, 1999.
  - Dirección: Manuel Canseco.
  - Intérpretes: Maribel Lara (Fedra), Luis Hostalot, Rodolfo Sancho, Mara Goyanes, Cristina Juan y Juan Calot.

- Teatro Liceo, Salamanca, 2012
  - Dirección: Ángel González Quesada
  - Intérpretes: Marta Benito, Alberto Boyero, Ángel González, Carmen Barba, Gloria Escudero, Prudencio Sánchez

- Biblioteca Pública Casa de las Conchas, Salamanca, 2012
  - Dirección: Ángel González Quesada
  - Intérpretes: Marta Benito, Alberto Boyero, Ángel González, Carmen Barba, Gloria Escudero, Prudencio Sánchez

- Teatro "El Portón De Sánchez", Buenos Aires, Argentina, 2016.
  - Dirección: Pablo D'Elía
  - Intérpretes: Victoria Cipriota (como Fedra), Laura Palmucci (como Eustaquia), Carlos Donigian (como Pedro) y Esteban Lamarque (como Hipólito).